# Abigui
 (mai 2024).
Si vous disposez d'ouvrages ou d'articles de référence ou si vous connaissez des sites web de qualité traitant du thème abordé ici, merci de compléter l'article en donnant les références utiles à sa vérifiabilité et en les liant à la section « Notes et références ».
Abigui, connu aussi sous le nom d'Ahodji Klô Dan, Ahodji Kokoblé ou Aka-Okoukro, est une localité du centre de la Côte d'Ivoire, et appartenant au département de Dimbokro, dans la région du N'Zi. La localité d'Abigui est chef-lieu du canton Ahitou de Dimbokro et chef-lieu de commune. Abigui est devenu une commune rurale en 2005. Depuis juin 2010, Abigui est devenu un chef-lieu de sous-préfecture. Il est situé à environ 18 km de la ville de Dimbokro.

La population d'Abigui est estimée à plus de 5 000 habitants, essentiellement composée d'individus d'ethnie baoulé ahitou.[réf. nécessaire]

Abigui a pour voisins immédiats les villages suivants : Ediakro, Assebrokro, Tiémélé-Anokro, Angouakoukro et Komien-Kouassikro.

Les rivières et les cours d'eau qui arrosent ce village sont : Gbadra, Amahakou-faitai, Ahobla, Amoimbla, Galébo, Yawlabo, Bohoclou, Nnizuéba...

## Division
Il comprend quatre grands quartiers :
- Ahua ;
- Kogonou ;
- Ahodji Blé ;
- Hôpital (nouveau quartier).

Par Ahodji, on peut se rendre à Didiévi et Tiébissou. Cependant, la route n'est pas bitumée.

## Principales activités
Les habitants sont principalement des agriculteurs. On y trouve cependant, des artisans tels que des forgerons, des vanniers occasionnels (gbada, fitassi, srala, coclo, gbogbo…), des sculpteurs traditionnels de circonstance, des tisserands, des ferronniers, des mécaniciens, des maçons et des potières. On y rencontre quelques commerçants et commerçantes de produits de grande consommation (poissons, viandes... et produits agricoles). Quelques boutiques dont celles d'Adou Yao, Abo, Mathieu, et des maquis (restaurants) jonchent les rues.

Les cultures pratiquées à Abigui sont essentiellement celles des ignames (lopka, tréla, lôgbô, clê-nglai, assawa, bêtê-bêtê, soglan, frorido...), du manioc, du maïs, un peu de légumineuses et d'arachide. À l'époque, dans les années 1970, où Dimbokro était encore la boucle du Café-cacao, Abigui produisait ces deux cultures pérennes et principalement le café. De nos jours, il est possible d'y trouver quelques plants de café, d'hévéa, d'anacarde (noix de cajou), du teck et de la mangue. Une culture favorable dans la région est en expérimentation chez des particuliers, il s'agit du jatropha. 

Les braves paysans d'Abigui font aussi l'extraction traditionnelle du vin blanc (le blanco). Il s'agit de la sève du ronier Couhé, du palmier à huile Mmé et du palmier dattier Nglécia. Le plus souvent, cette activité est occasionnelle, saisonnière et/ou à but lucratif.

## Édifices municipaux
Le village possède un dispensaire, une maternité, un marché couvert, une école primaire depuis 1940, un château d'eau en système HVA (Hydraulique Villageoise Améliorée), l'électricité, un foyer polyvalent des jeunes en état de délabrement et une église catholique.
Le village possède, depuis 1972, une mutuelle de développement dénommée MAVA : Mutuelle pour l'Aménagement du Village d'Abigui et, depuis 2008, une association du canton du nom de AGNA.

## Danses traditionnelles et culture moderne

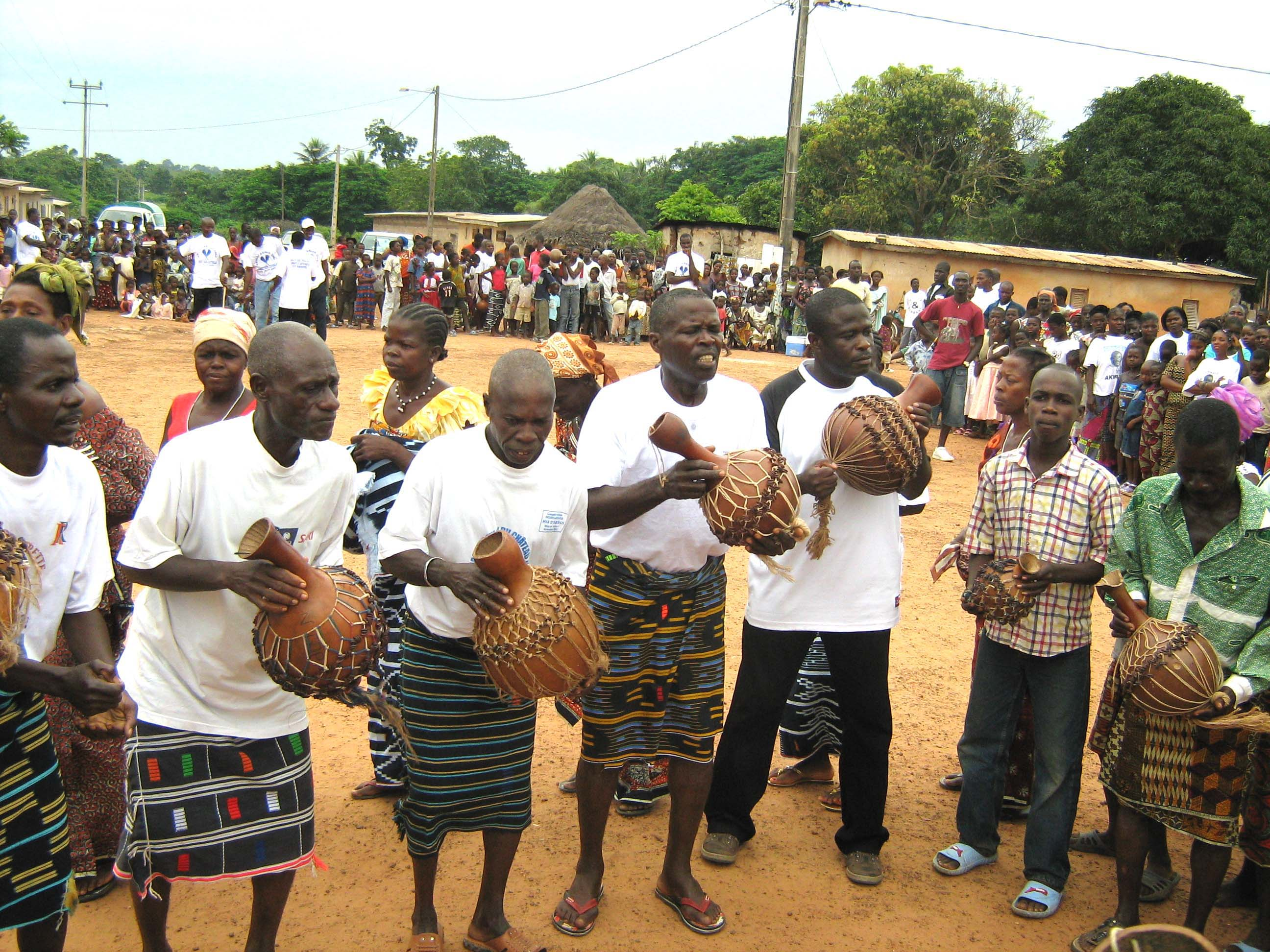
Public d'Abigui lors de la Manifestation de l'Amicale AGNA 2008. Prestation des danseurs de Goli.

Les danses traditionnelles du village sont de quatre types :

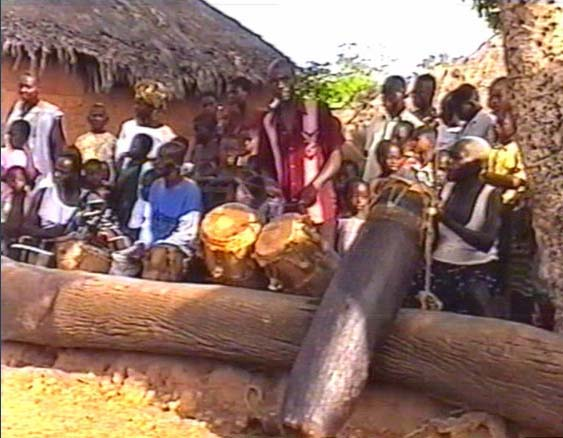
Le Klinkply.

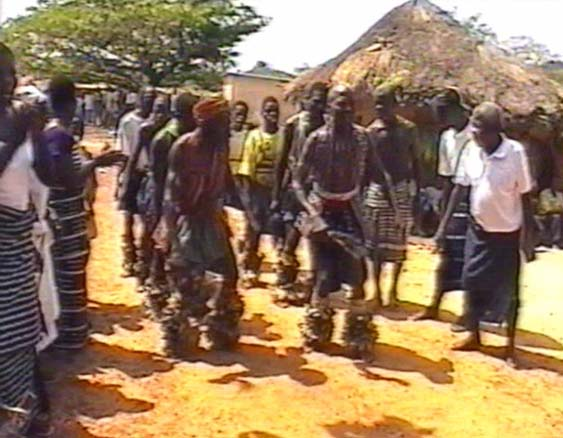
La danse Django de Kogonou.

1 - Les danses de réjouissance populaire non forcement sacrées :
- l'Akpatoué d'Ahua ;
- le Aka ou Ngowa des femmes ;
- le Nnolo (danse des veillées funéraires) ;
- le Klinkply (tam-tam parleur) d'Ahua ;
- le Gbalicla (tam-tam guerrier) d'Ahodjiblé ;
- le Kédéhtrénou d'Ahodjiblé ;
- le Django de Kogonou ;
- le Déha (Pdci-rda) d'Ahodjiblé ;
- l'Amlinkin d'Ahua ;
- le Banhoun de Kogonou ;
- le Kotou des jeunes d'Ahodjiblé ;
- le Gbôh d'Ahua ;
- l'Adjoss d'Ahua ;
- le Gofé d'Ahodjiblé ;
- le Ngangan de Kogonou.

2 - les danses sacrées et accessibles aux femmes et quelquefois aux non initiés :
- le Klouamani ;
- le So Diby.

3 - les danses sacrées et réservées aux initiés (femmes ou hommes) :
- le Zigbo d'Ahodjiblé ;
- le Arrah d'Ahua ;
- le Dandoh des femmes ;
- l'Adjanou des femmes ;
- le Goli d'Ahodjiblé.

4 - les danses sacrées et interdites aux femmes et aux non initiés :
- le Djè ;
- le Botiwa ;
- le Djézou ;
- le Houtouclai.

En matière de culture moderne, Abigui ou Ahodji n'a pas échappé à la mode contemporaine. Certains artistes tradi-modernes faisant de la simple variété ou louant l'Eternel Dieu sont originaires de ce village. Ils font ainsi sa fierté dans les manifestations culturelles et religieuses. on pourrait citer : Feu Kedjebo N'Dri Jésus, parti trop tôt, un des condisciples de N'Guess Bon Sens, Kedjebo Loukou Benjamin, son jeune frère qui emboîte ses pas assurant ainsi la relève, Tanoh Loukou Félix reconnu sous le pseudonyme de Willer, Bohoussou Koffi Martin dit Arrangeur et d'autres encore en herbe.

Les jeux traditionnels qu'on peut trouver à Abigui sont : l'Abodri ou l'Abohogo (le jeu du balai d'adresse), l'Awalé, l'Attêh (le jeu de la toupie), le Béh (le jeu de la flêche d'adresse), etc.

## Dirigeants

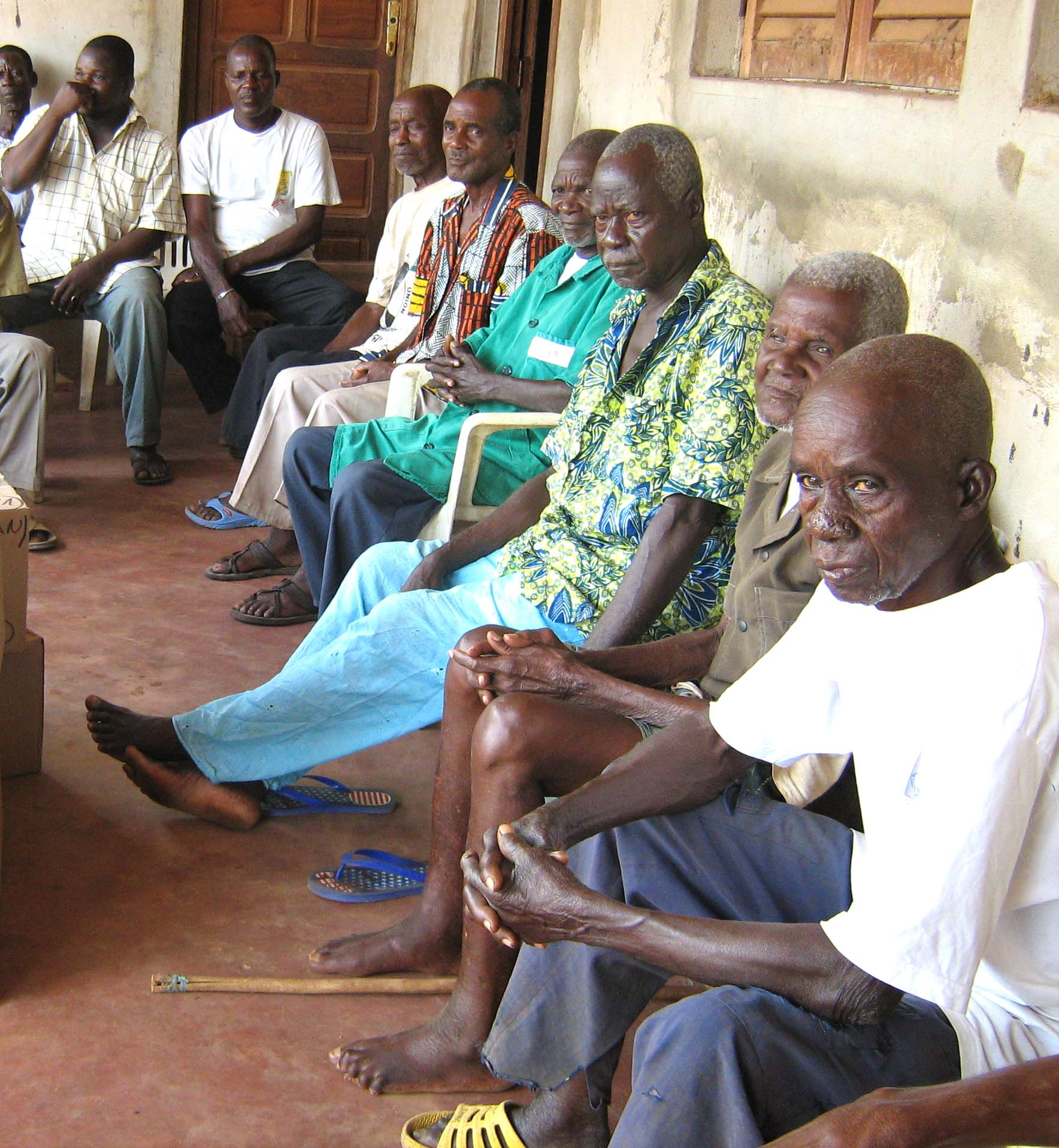
La notabilité d'Abigui en concertation chez le Chef du village.

Les chefs du village et du canton sont :
- Nanan Aka Okou : chef et fondateur du village d'Abigui ou Ahodji ;
- Anhoumouan Ganhoun : chef intérimaire ;
- Agoroula Koffi : chef canton et village ;
- Akaza Kouadjo : chef canton et village ;
- Alui Kouamé : chef canton et village, il fit la première guerre mondiale ;
- Langui Kouamé Bolaty : chef canton et village puis chef canton jusqu'en juin 1999, il fit la seconde guerre mondiale ;
- Kouassi Aka Paly Aka : chef du village jusqu'en 2010 ;
- Kouadio Koffi André Zogbé Koffi : chef canton de 2004 à 2012 ;
- Assemian Djè Yao Djè Nestor : chef canton intérimaire depuis 2008 et représentant depuis mai 2012.